# Rio Pacoti

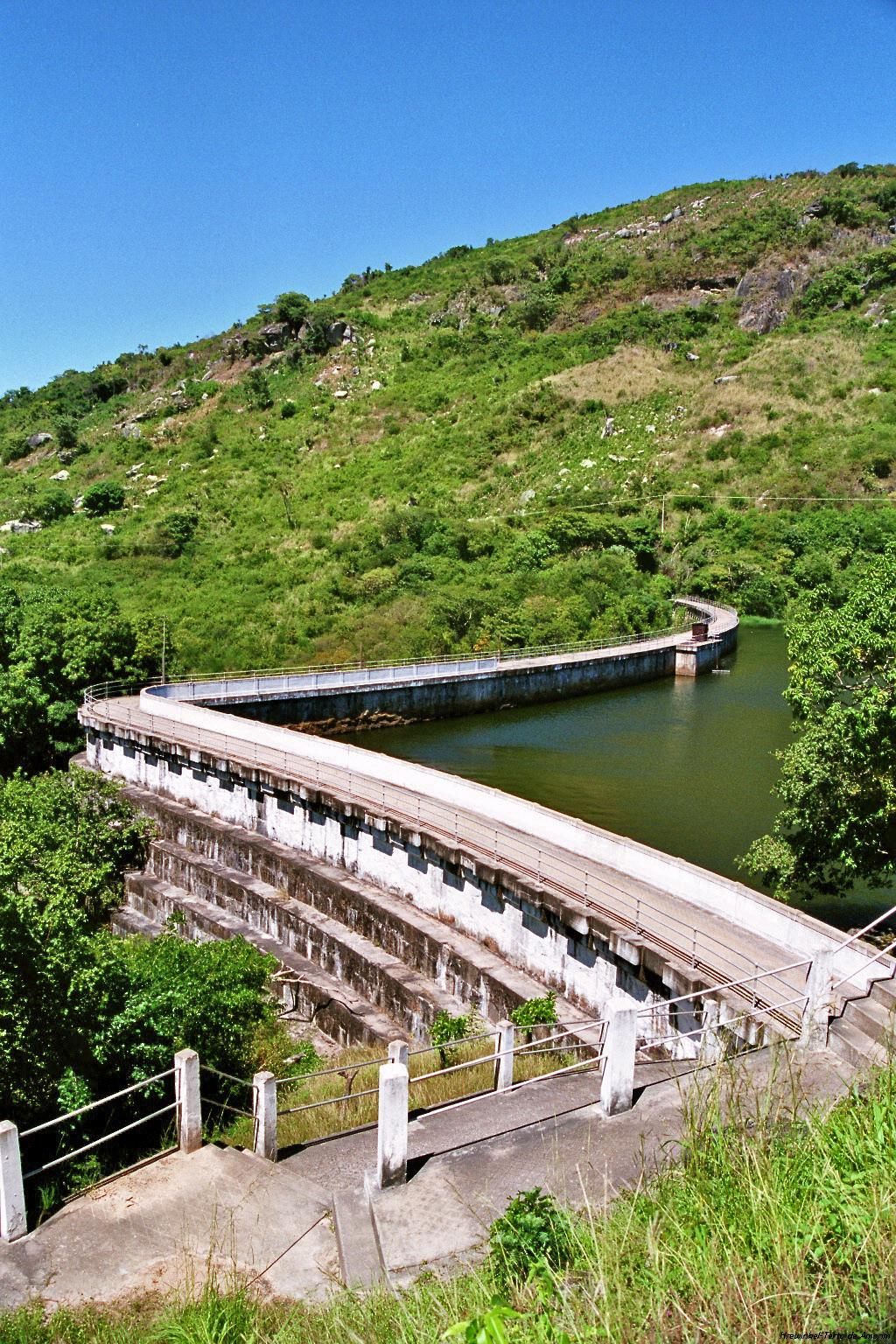
Açude Acarape do Meio.

O Rio Pacoti é um rio brasileiro que banha o estado do Ceará, sendo um dos maiores rios da Região Metropolitana de Fortaleza

## Características
Sua nascente está na Serra de Baturité, município de Guaramiranga, localidade de Pernambuquinho, já em limites com o município de Pacoti.
Na localidade de Sítio do Boquerião, município de Redenção, recebe as águas do riacho Cana Brava e a partir deste ponto também é conhecido como Rio Acarape. Seu curso total chega aos 150 km de extensão, banhando vários municípios do interior cearense: Acarape, Guaiúba, Pacajus, Horizonte, Itaitinga e Eusébio). Sua foz, no Oceano Atlântico é a divisa de Fortaleza com Aquiraz, as margens com seus manguezais formam hoje a Área de Proteção Ambiental do Rio Pacoti, na Praia de Porto das Dunas. Sua bacia hidrográfica também atinge pequena parte dos territórios dos municípios de Palmácia e Maranguape.
Em seu leito estão os açudes Acarape do Meio e Pacoti/Riachão.
A vegetação característica da bacia hidrográfica do rio é de manguezais, mata de tabuleiro e dunas. O tipo mais comum ao longo das margens do estuário é a floresta de mangue, denominada de floresta Perenifólia Paludosa Marítima, que se alonga cerca de 15 km a partir da foz do rio, até as proximidades da cidade de Aquiraz, ocupando uma área estimada de 150 km.

## Toponímia
Há divergências quanto ao significado da denominação. “Lagoa das Cotias”, rio das Pacovas (banana) e rio das bananeiras, segundo a língua dos indígenas, são alguns dos significados possíveis. Ainda existe a hipótese de se chamar “Voltado para o Mar”.

## Condições pluviométricas
O Pacoti, como todo curso de água cearense, sofre influência das variações das precipitações pluviométricas, sendo suas descargas máximas observadas na época das chuvas  de janeiro a junho. devido sua proximidade ao litoral e à serra de Baturité sua bacia está inserida em uma região de clima tropical quente úmido, na maior parte do curso, e tropical subquente úmido, próximo à nascente.

## Problemas ambientais
Nasce como fonte de água mineral, que com passar dos anos e com a construção desordenada de casas nas suas fontes nascentes têm recebido grande volume de detritos, especialmente de origem orgânica oriunda de esgotos domésticos. Atualmente, devido ao desmatamento em seus mananciais, existe a possibilidade de escassez definitiva da nascente.